# San Josecito
San Josecito – miasto w Wenezueli, w stanie Táchira, siedziba gminy Torbes.
Według danych szacunkowych na rok 2015 liczy 51 700 mieszkańców.